# Paralaurionite
La paralaurionite è un minerale consistente in un cloruro basico di piombo